# Laizismus in der SPD
Die Sozialdemokratische Partei Deutschlands (SPD) galt bis in die 1950er Jahre als laizistische Partei. Beginnend mit der verstärkten Orientierung an katholischen Wählerschichten und insbesondere mit Verabschiedung des Godesberger Programmes 1959 relativierte die SPD ihre laizistische Grundhaltung und öffnete sich für religiöse Gruppierungen, die nachfolgend die innerparteiliche Haltung des Parteivorstandes prägten. Während Christen, Muslime oder jüdische Genossen in der Partei eigene, offiziell anerkannte Arbeitskreise bilden durften, scheiterten Versuche, einen laizistischen Arbeitskreis zu etablieren, über mehrere Jahre am Widerstand der Parteiführung. Im Jahr 2022 wurde der Arbeitskreis Säkularität und Humanismus in der SPD (AKSH) offiziell anerkannt.

## 19. Jahrhundert
Die in Handwerksbünden organisierte Arbeiterbewegung des Frühsozialismus bis etwa zur Revolution von 1848/1849 war dem Religiösem gegenüber aufgeschlossen und sah die Lehre Christi im Widerspruch zu den Großkirchen. Dagegen wurde die Religion von Ludwig Feuerbach als Menschenwerk begriffen, und vom Historischen Materialismus als Teil des ideologischen Überbaus der bürgerlichen Gesellschaft kritisiert. Das Gothaer Gründungsprogramm der Sozialistischen Arbeiterpartei Deutschlands 1875 forderte die „Erklärung der Religion zur Privatsache“ als eine der Grundlagen des Staates. Gleichwohl forderte der Reichstagsabgeordnete August Bebel in seiner Rede zu Köln am 19. November 1876, allen Staatsbürgern solle die Ausübung der religiösen Überzeugung im vollsten Maße gestattet sein.

## Programmatischer Wandel
Im Heidelberger Programm von 1925 wurde noch für eine strikte Trennung von Kirche und Staat plädiert. Dort heißt es:
„Die öffentlichen Einrichtungen für Erziehung, Schulung, Bildung und Forschung sind weltlich. Jede öffentlich-rechtliche Einflußnahme von Kirche, Religions- und Weltanschauungsgemeinschaften auf diese Einrichtungen ist zu bekämpfen. Trennung von Staat und Kirche, Trennung von Schule und Kirche, weltliche Volks-, Berufs- und Hochschulen. Keine Aufwendung aus öffentlichen Mitteln für kirchliche und religiöse Zwecke.“
In dieser Zeit waren auch viele führende Sozialdemokraten konfessionslos, so z. B. Reichspräsident Friedrich Ebert (und seine Frau, die als „First Lady“ der Weimarer Republik beliebte Louise Ebert), die Reichskanzler Gustav Bauer und Hermann Müller und der SPD-Vorsitzende und Reichstagsabgeordnete Otto Wels. Etwa die Hälfte der SPD-Abgeordneten der verfassunggebenden Deutschen Nationalversammlung waren entweder konfessionslos oder freireligiös, im Parlamentarischen Rat noch 11 von 30.
Während der 1950er Jahre kam es zu einer zunehmenden Annäherung zwischen Sozialdemokraten und christlichen Kirchen. Die SPD rückte im Godesberger Programm von 1959 von der bisherigen offiziellen Laizität ab und trat stattdessen ausdrücklich für eine „Achtung vor den Glaubensentscheidungen des Menschen“ ein. So heißt es:
„Der demokratische Sozialismus, der in Europa in christlicher Ethik, im Humanismus und in der klassischen Philosophie verwurzelt ist, will keine letzten Wahrheiten verkünden – nicht aus Verständnislosigkeit und nicht aus Gleichgültigkeit gegenüber den Weltanschauungen oder religiösen Wahrheiten, sondern aus der Achtung vor den Glaubensentscheidungen des Menschen, über deren Inhalt weder eine politische Partei noch der Staat zu bestimmen haben.“
Insbesondere zu „Religion und Kirche“ heißt es:
„Nur eine gegenseitige Toleranz, die im Andersglaubenden und Andersdenkenden den Mitmenschen gleicher Würde achtet, bietet eine tragfähige Grundlage für das menschlich und politisch fruchtbare Zusammenleben. Der Sozialismus ist kein Religionsersatz. Die Sozialdemokratische Partei achtet die Kirchen und die Religionsgemeinschaften, ihren besonderen Auftrag und ihre Eigenständigkeit. Sie bejaht ihren öffentlich-rechtlichen Schutz. Zur Zusammenarbeit mit den Kirchen und Religionsgemeinschaften im Sinne einer freien Partnerschaft ist sie stets bereit. Sie begrüßt es, daß Menschen aus ihrer religiösen Bindung heraus eine Verpflichtung zum sozialen Handeln und zur Verantwortung in der Gesellschaft bejahen. Freiheit des Denkens, des Glaubens und des Gewissens und Freiheit der Verkündigung sind zu sichern. Eine religiöse oder weltanschauliche Verkündigung darf nicht parteipolitisch oder zu antidemokratischen Zwecken mißbraucht werden.“
Der SPD gelang es in der Folge, unter Katholiken mehr Wähler zu gewinnen. Der Historiker Kurt Klotzbach konstatierte im Jahr 1982 gleichwohl die „Tatsache nach wie vor schwerwiegender objektiver Verständigungshindernisse (…), die etwa im liberal-laizistischen Grundcharakter der Sozialdemokratie, in deren Bewußtsein, als ‚Hoffnung der Welt‘ an die Diesseits gestellten Aufgaben heranzugehen, und speziell der kultur- und schulpolitischen SPD-Programmatik, umgekehrt im übergreifenden säkular-transzendentalen Geltungsanspruch der Katholischen Kirche begründet lagen“.

## Arbeitskreise
In der SPD gab es seit den 1970er Jahren einen Zusammenschluss von Christen bzw. seit 2007 von Juden, die beide im Jahr 2008 als Arbeitskreis Christinnen und Christen in der SPD bzw. Arbeitskreis jüdischer Sozialdemokratinnen und Sozialdemokraten als Arbeitskreise anerkannt wurden.
Als Bundespräsident Christian Wulff am 3. Oktober 2010 in einer Ansprache zum Tag der Deutschen Einheit äußerte, Christentum, Judentum und Islam gehörten zu Deutschland, löste er eine Diskussion über religiöse Werte und Laizismus aus. So erinnerte der Generalsekretär der FDP Christian Lindner an den Vorrang von „weltlichen Gesetzen“ vor religiösen Geboten. Zeitgleich kündigte eine Gruppe von Mitgliedern der SPD, unter ihnen die ehemalige Bundestagsabgeordnete Ingrid Matthäus-Maier und der Bundestagsabgeordnete Rolf Schwanitz, die Gründung eines laizistischen Arbeitskreises an. Diese Ankündigung wurde vom Vorsitzenden der katholischen Deutschen Bischofskonferenz Robert Zollitsch scharf kritisiert. Der Vorsitzende der SPD Sigmar Gabriel räumte einer offiziellen Anerkennung geringe Chancen ein.
Am 9. Mai 2011 trugen die Mitglieder der Gruppe ihren Antrag auf Anerkennung als Arbeitskreis dem Parteivorstand vor, der ihn einstimmig ablehnte. Gabriel begründete die Ablehnung im Januar 2012 mit den Positionen im Parteiprogramm der SPD und im Grundgesetz. Unterstützt wird der Arbeitskreis durch den Historiker Thomas Stamm-Kuhlmann, der schrieb, dass „die Werte, die das Grundgesetz vertritt, auch auf andere Weise als auf christlichen Wegen erreicht und begründet werden können“. Dagegen pflichtet der evangelische Theologe Rolf Schieder der Haltung des Parteivorstandes bei und wirft den Laizisten vor, sie wollten „das Religiöse aus dem öffentlichen Leben überhaupt verdrängen“.
Der von SPD-Laizistinnen und -Laizisten gegründete „Gesprächskreis der Humanistinnen, Humanisten und Konfessionsfreien in der Bayern-SPD (HuK)“ wurde am 29. Mai 2011 vom Landesvorstand der Bayern-SPD anerkannt.
Am 25. Juni 2012 erkannte der Kreisverband Heidelberg einen Arbeitskreis „LaizistInnen in der SPD“ an. Im September 2016 nannte sich der Bundesverband in Säkulare Sozialdemokratinnen und Sozialdemokraten um.
Am 14. November 2014 riefen mehrere SPD-Abgeordnete sowie weitere Parteimitglieder zur Zulassung und Anerkennung eines Arbeitskreises HumanistInnen und Konfessionsfreie in der SPD auf.
In einem Brief vom 5. März 2019, gerichtet an den „Sprecher*innenkreis Säkulare Sozis“, zu Händen des Hamburger Bürgerschaftsmitglieds Gerhard Lein, verbot Generalsekretär Lars Klingbeil ihnen, öffentlich als „Sozialdemokraten“ aufzutreten. Warum man den weltlich gesinnten Genossen die parteiinterne Anerkennung verweigerte, um die sie sich seit Jahren bemühen, darauf hatte eine Parteisprecherin gegenüber der „Frankfurter Allgemeine Zeitung“ keine Antwort.
Auf dem SPD-Bundesparteitag vom Dezember 2021 wurde die Einrichtung des Arbeitskreises Säkulare Sozialdemokratinnen und Sozialdemokraten beschlossen und zur Umsetzung an den SPD-Parteivorstand überwiesen. Anfang April 2022 wurde unter verändertem Namen der Arbeitskreis Säkularität und Humanismus in der SPD (AKSH) offiziell anerkannt.